# JTV 8 뉴스
《JTV 8 뉴스》는 JTV TV에서 매주 월요일부터 목요일 오후 8시 30분, 금요일 오후 8시 20분, 일요일 오후 8시 25분에 방송 중인 전북 지역 메인 뉴스 프로그램이다.

## 개요
JTV 8시 뉴스로 읽는다.

## 앵커

### 평일
| 대수 | 진행자 | 진행자 | 진행 기간                         | 비고              |
| 대수 | 남성   | 여성   | 진행 기간                         | 비고              |
| ---- | ------ | ------ | --------------------------------- | ----------------- |
| 1대  | 정윤성 | 서주영 | 일자 미상 ~ 2020년 6월 26일       |                   |
| 2대  | 이승환 | 서주영 | 2020년 6월 29일 ~ 2022년 8월 19일 |                   |
| 3대  | 하원호 | 서주영 | 2022년 8월 22일 ~ 2023년 4월 7일  | [ 1 ]             |
| 4대  | 빈칸   | 민세정 | 2023년 4월 10일 ~ 2024년 3월 29일 | [ 2 ] [ 3 ] [ 4 ] |
| 5대  | 빈칸   | 김나연 | 2024년 4월 1일 ~ 2024년 8월 23일  | [ 5 ]             |
| 6대  | 빈칸   | 노소정 | 2024년 8월 26일 ~ 2024년 9월 24일 |                   |
| 7대  | 빈칸   | 도승민 | 2024년 9월 25일 ~ 현재            |                   |

## 타이틀 변천사
- 1기 : JTV 뉴스 & 뉴스 - 1997년 9월 1일 ~ 2011년 12월 31일
- 2기 : JTV 8 뉴스 - 2012년 1월 1일 ~ 현재

## 경쟁 프로그램
- KBS 뉴스 9 전북권 (KBS 전주 1TV)
- MBC 뉴스데스크 전북권뉴스 (전주MBC TV)